# Sanna Solberg-Isaksen
Sanna Charlotte Solberg-Isaksen, ogift Solberg, född 16 juni 1990 i Bærum, är en norsk handbollsspelare (vänstersexa).

## Karriär

### Klubblagsspel
De första båda föreningarna som Solberg spelade för var Jar och Helset IF på hemorten. Hon fortsatte sedan för Stabæk IF som spelade högsta norska ligan. Gemensamt med sin tvillingsyster, som också spelade för Stabæk, spelade hon final i norska mästerskapet 2011 men förlorade mot Larvik HK. Sommaren 2014 skrev hon ett treårskontrakt med Larvik HK. Med Larvik vann hon 2015, 2016 och 2017 norska mästerskapet. Sedan säsongen 2017/18 spelar hon för danska föreningen Team Esbjerg. Med Esbjerg har hon vunnit hon tre danska mästerskapstitelar. I finalen i EHF-cupen 2019 möttes Esbjerg och ungerska Siófok KC där hennes syster Silje Solberg stod i mål. Det var Silje som vann den matchen mot sin syster.

### Landslagsspel
Sanna Solberg började sin landslagskarriär i det norska ungdomslandslaget. Hon var med och tog hem guldet i U19-EM 2009 och sedan också guldet i U20-VM 2010. Solberg-Isaksen blev efter Junior-VM i juli 2010 uttagen som vänstersexa i All Star Team, tillsammans med landslagskollegan Stine Bredal Oftedal. Den 21 september 2010 fick hon debutera för det norska landslaget mot Rumänien och gjorde ett mål. Hon blev också uttagen i bruttotruppen till EM 2010, men var inte bland de 16 som fick spela mästerskapet. Ordinarie i landslaget blev hon i och med VM 2013. Hon blev europamästare under EM 2014. Hon vann VM-guld med Norges lag under VM 2015 och hon var med i OS-laget som tog hem bronset under OS 2016 i Rio de Janeiro. 2016 spelade hon EM i Sverige som Norge vann. 2017 blev det VM-silver då Norge förlorade finalen till Frankrike, 2018 i EM var hon också med men då lyckades inte Norge att ta sig till semifinal. I VM 2019 var Norge skadedrabbat med 8 skadade spelare. Norge klarade sig till semifinal men väl där blev det förlust 22-28 mot Spanien. Norge förlorade sedan också bronsmatchen mot Ryssland. 2020 vann hon sin tredj EM-titel med Norge och året efter sin andra VM-titel.Sanna Solberg-Isaksen var med och försvarade OS-bronset 2020 i Tokyo. 2024 vann hon OS-guld i Paris.

### Privatliv
Sanna Solberg  är tvillingsyster med Silje Solberg-Østhassel som är norsk landslagsmålvakt.